# Paljanicja (raketa)
Paljanicja (ukrajinsko Паляниця, latinizirano: Paljanycja) je ukrajinski raketni brezpilotni sistem, ki ga je Ukrajina razvila med vojno Rusije proti Ukrajini. 24. avgusta 2024 so ukrajinske oblasti po napadu na skladišče streliva v Voroneški oblasti uradno razkrile novi raketni sistem (niso pa potrdile uporabe v tem napadu). Ukrajinski predsednik Volodimir Zelenski je dron-raketo opisal kot »nov razred orožja«, ki se mu je težko zoperstaviti.

## Poimenovanje
Ime Paljanicja izhaja iz imena za tip kruha, ki ga Ukrajinci (tako ukrajinsko kot rusko govoreči) zlahka pravilno izgovorijo, Rusi pa ne, zato je bila v začetku vojne uporabljena za odkrivanje pripadnosti. Zelenski je izpostavil, da bo sovražnik težko izrekel kaj ga je zadelo.

## Opis
Podrobne tehnične specifikacije do 24. avgusta 2024 še niso bile objavljene. Predvideva se, da gre za brezpilotni letalnik z reaktivnim motorjem. Razvoj je trajal leto in pol. Izstrelitev poteka z zemlje. Domet je ocenjen na 600-700 km, saj je bilo izjavljeno, da je v dometu okoli 20 ruskih letališč, vključno z Savaslejko v Nižnem Novgorodu. Cena enote je bila opisana kot »veliko manj« kot podobni sistemi.